# Cimitero parigino di Thiais
Il cimitero di Thiais (in francese, cimetière de Thiais) è uno dei tre cimiteri parigini fuori le mura, situato nella cittadina di Thiais, nel dipartimento di Val-de-Marne (Île-de-France).
Si tratta del secondo più grande cimitero parigino, infatti le sue dimensioni sono inferiori rispetto a quelle del cimitero parigino di Pantin. Al suo interno sono piantati circa 6.000 alberi ed è diviso in 123 divisioni numerate; le tombe sono circa 150.000 tombe.
Il cimitero è stato inaugurato nell'ottobre 1929, di conseguenza è il più recente dei tre cimiteri parigini fuori le mura. È riconosciuto come un cimitero cosmopolita, dove vengono sepolte persone di varie religioni.

## Personalità sepolte
- Jean Bastien-Thiry
- Francisco Boix, i suoi resti sono stati riesumati nel 2017 e sepolti nel cimitero di Père-Lachaise
- Mathieu Bucholz
- Jean Cassou
- Paul Celan
- Henri-Jean Duteil
- Albert Fossey-François
- Kiki de Montparnasse
- Assam Khurwolah
- Pascal Mazzotti
- Farhad Mehrad
- Jon Mirande
- Vincent-Mansour Monteil
- Gérald Neveu
- Serge Orloff
- Sacha Pitoëff
- Sady Rebbot
- Joseph Roth
- Severo Sarduy
- Lev Sedov
- Evgueni Zamiatine
- Zog I di Albania
- Paul-Clément Jagot
- Jean-Luc Delarue
- Pierre-Jacques Fays
- Turan Amirsoleimani
- Gholam Reza Pahlavi